# Siliguri
Siliguri, ook bekend als Shiliguri, (Bengaals: শিলিগুড়ি) is een belangrijke stad in de Indiaase staat West-Bengalen. Het vormt een dubbelstad met de 35 km zuidoostelijker gelegen stad Jalpaiguri. De stad strekt zich uit over gebieden van de districten Darjeeling en Jalpaiguri. Siliguri staat bekend als de "Gateway of Northeast India", de "toegangspoort tot Noordoost-India" en is populair vanwege drie T's: thee, hout (timber in het Engels) en toerisme. De stad is gelegen aan de oevers van de Mahananda in de uitlopers van de Himalaya. Siliguri is de op twee na grootste stedelijke agglomeratie in West-Bengalen, na Kolkata en Asansol. Bij de census van 2011 woonden in Siliguri 513.264 inwoners, in de agglomeratie 701.489 inwoners.
Siliguri is van groot strategisch belang in West-Bengalen, met gemakkelijke toegang tot drie internationale grenzen: Nepal, Bangladesh en Bhutan. Het verbindt ook het noordoosten met het vasteland van India. Siliguri, gelegen in de uitlopers van de oostelijke Himalaya, is een belangrijk handels- en transportknooppunt, dat werd versterkt met de aanleg van de Asian Highway 2, in India gekend als de National Highway 27 en de aftakkende National Highway 327. Siliguri is een spoorwegknooppunt, met zeven stations die de stad en de agglomeratie bedienen waarvan New Jalpaiguri Junction het grootste is.  De andere zes stations zijn Siliguri Junction, Siliguri Town, Bagdogra, Gulma, Matigara en Rangapani. De stad wordt ook bediend door een luchthaven, van gemengd publieke en militaire aard, aangeduid als respectievelijk Bagdogra Airport en Bagdogra Air Force Base.
Qua lokale media is het populairste dagblad in Siliguri de lokale Uttarbanga Sambad. Maar ook andere West-Bengaalse kranten met hoofdredactie in Kolkata hebben lokale edities in Siliguri, wat het geval is voor de Bartaman Patrika, The Statesman, Sangbad Pratidin, Ekdin en de communistische Ganashakti Patrika.
In de stad bevindt zich het Kanchenjungastadion met een capaciteit van 40.000 toeschouwers, dat regelmatig voor cricketwedstrijden, de reguliere voetbalcompetitie en voetbalinterlands wordt ingezet.

## Geschiedenis
Siliguri was een klein agrarisch dorp in het koninkrijk Sikkim. Het werd in 1788 veroverd door het koninkrijk Nepal, waarna de Kirati en Lepcha volken zich in deze regio kwamen vestigen. In die tijd speelde een rivierhaven op Mahananda, ten zuiden van Siliguri in Phansidewa, een belangrijke rol bij het hebben van handelsbetrekkingen met Malda, Bengalen en Bihar. Deze handelslijn langs de rivieren werd dus door de Bhutanezen en Sikkimezen gebruikt om goederen naar hun vasteland te brengen. Siliguri werd een doorvoerpunt voor de Darjeeling-heuvels en het vasteland van Nepal. Vanaf 1816 begon Siliguri snel te groeien als een kleine stad vanwege de strategische ligging in handelsroutes. In 1865 veroverden de Britten Darjeeling en de hele Dooars-regio om theeplantages aan te leggen en de producten naar Engeland te exporteren. Om de export op te schalen, werd een spoorweg aangelegd vanuit het station Sealdah in Kolkata naar Siliguri, en introduceerden ze ook in 1880 de Darjeelingspoorweg, ook gekend als de Toy Train, een beroemde smalspoor spoorweg die Siliguri verbindt met het hoger gelegen Darjeeling.
De Siliguri Corridor werd gevormd toen Bengalen in 1947 werd verdeeld in West-Bengalen en Oost-Pakistan (het latere Bangladesh), waarbij Sikkim later in 1975 opging in India. Op dat ogenblik kwamen veel immigranten zich in Siliguri vestigen voor een betere infrastructuur, wat leidde tot een grotere bevolking. Van 1951 tot 1981 steeg de bevolking van 33.000 naar 234.000 inwoners. Een verdrag tussen India en China voor handel via de Nathu La-pas, heeft de ontwikkeling en vooruitzichten van Siliguri als internationaal transport- en logistiek knooppunt nog versneld. In 2011 woonden in Siliguri 513.000 inwoners.